# Hermetia hunteri
Hermetia hunteri är en tvåvingeart som beskrevs av Daniel William Coquillett 1909. Hermetia hunteri ingår i släktet Hermetia och familjen vapenflugor. Inga underarter finns listade i Catalogue of Life.